# Музей романтики «Кан Льопис»
Музей романтики «Кан Льопис» (кат. Museu Romàntic Can Llopis) находится в городе Сиджесе, провинция Барселона. С точки зрения муниципальной принадлежности он входит в Сеть муниципальных музеев Совета провинции Барселоны (исп. Red de Museos Locales de la Diputación de Barcelona).

## Здание музея
Здание музея «Кан Льопис» построено в неоклассическом стиле и украшено множеством декоративных деталей. Особняк выполнен в полном соответствии с модой эпохи романтизма. Здание музея само по себе элегантно и имеет изящный и аккуратный внутренний дворик.

## История музея

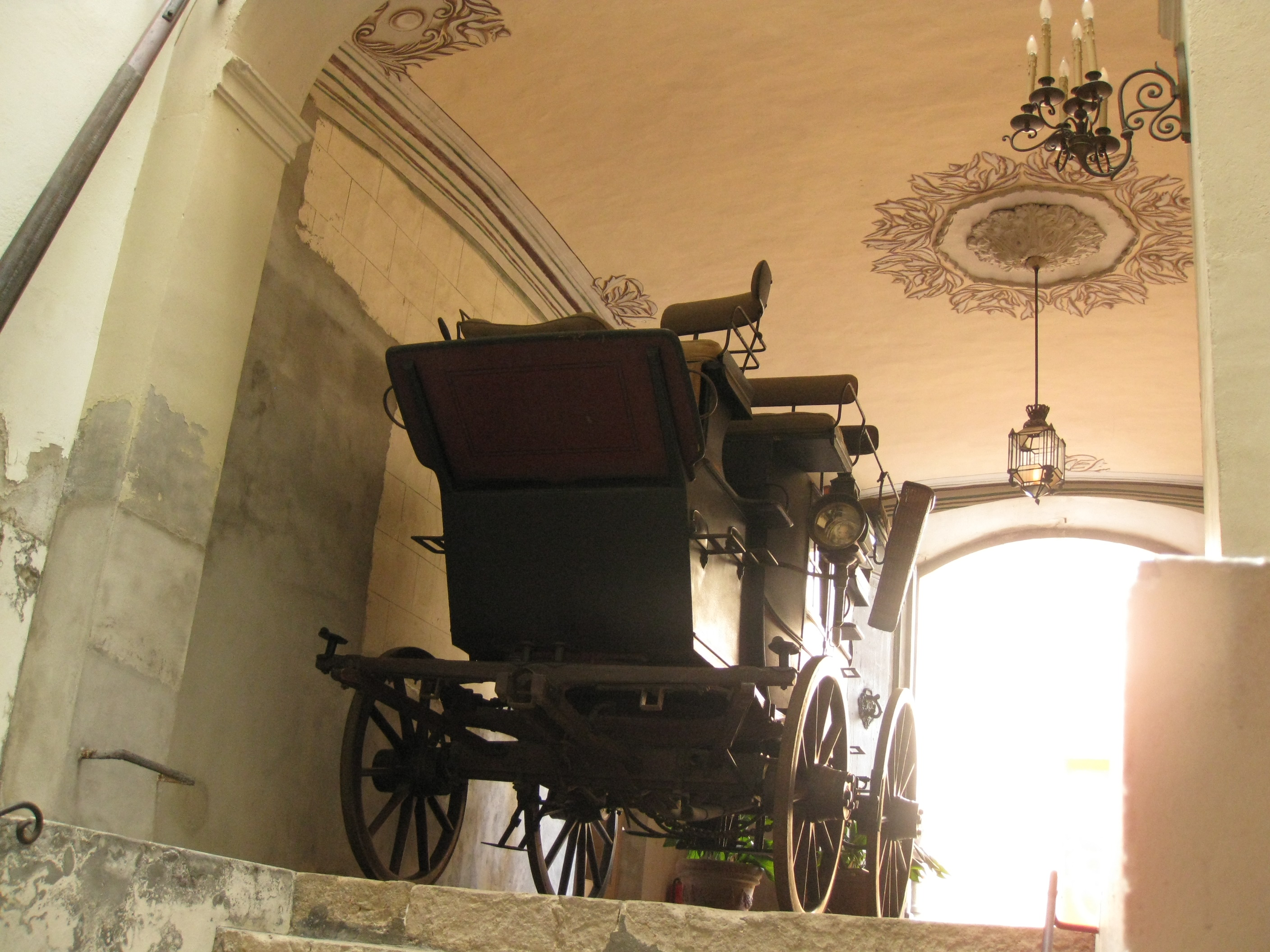
Экспозиция Музея романтики в Сиджесе

В 1793 году Йозеф Бонавентура Фальс (Josep Bonaventura Falç), член одной из традиционных семьей в Сиджесе, построил новый дом недалеко от окруженного стеной корпуса. Дом получил название «Кан Льопис», когда семья Фальса породнилась с другой уважаемой семьей Сиджеса, Льописами (los Llopis).
В 1935 году Мануэль Льопис написал завещание, по которому Дом Льопис отходил в распоряжение Женералитета Каталонии при условии, что он будет переоборудован в музей. Проект переустройства был отложен из-за гражданской войны и её последствий, а поэтому открытие Музея романтики состоялось только в 1949 году.

## Экспозиция Музея романтики в Сиджесе

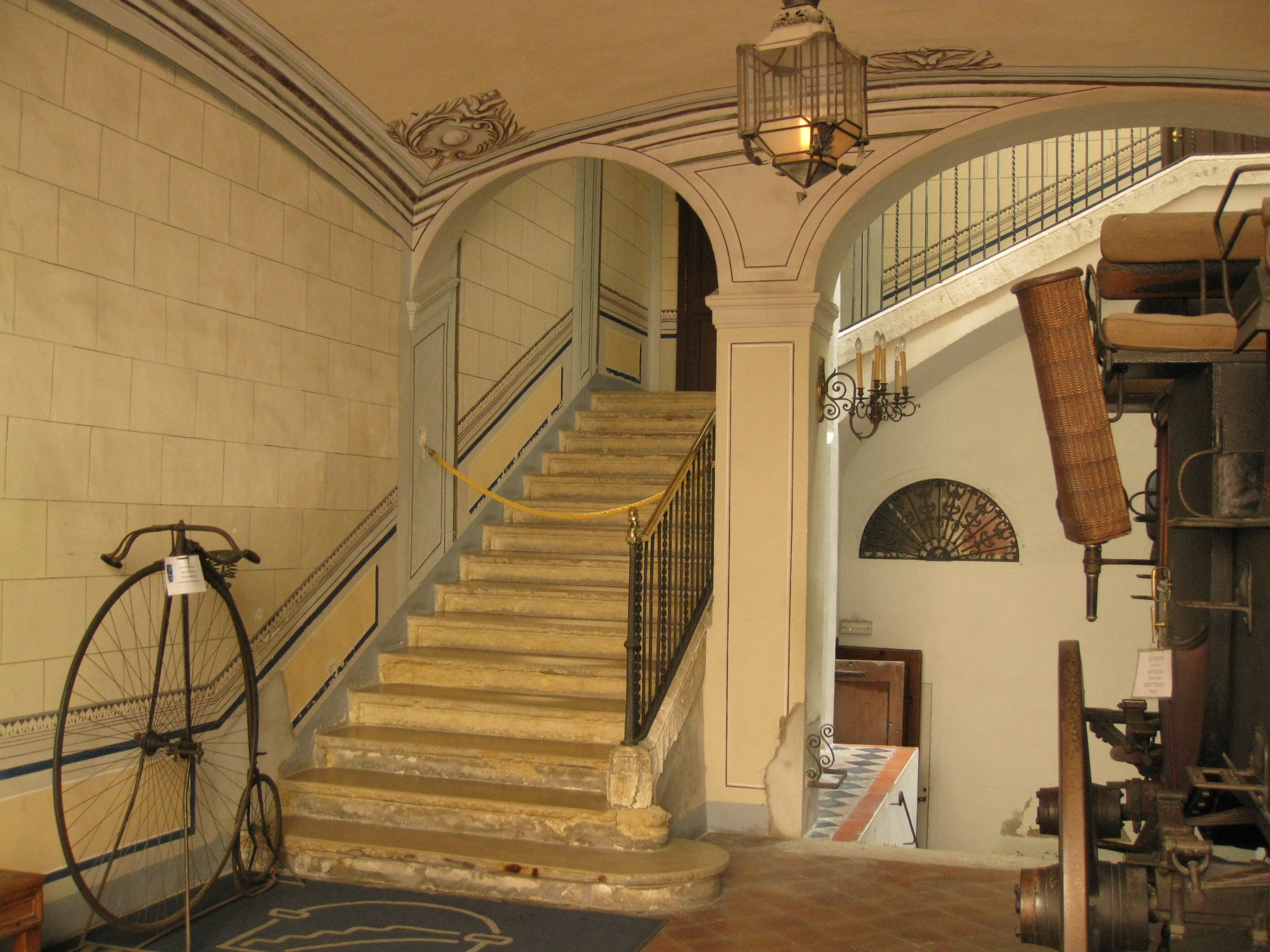
Экспозиция Музея романтики в Сиджесе

Внутри здания «Кан Льопис» собраны образцы обстановки романтизма XVIII — XIX веков, которая дошла до наших дней без изменений. Мебель, интерьер, антикварные предметы быта, уличные фонари, и даже уникальная коллекция велосипедов, образцы предметов быта богатой семьи эпохи романтизма.
Первый этаж Музея романтики вмещает в себя музыкальный зал, бальный зал, столовую, спальню. Кроме этого, в экспозицию Музея входят также настенные росписи, саксонский фарфор, чешское и муранское стекло, инструменты, музыкальные часы и многие личные вещи. Посетители также могут наблюдать эволюцию различных систем освещения, которые существовали в XIX веке — от светильников до газового освещения.
Галерея на первом этаже и сад являются двумя из наиболее привлекательных и запоминающихся пространств дома.
Две стены в галерее украшены сценками из жизни детей. Интерес представляет также настольная игра, выложенная из сорока девяти частей полихромной плитки, с помощью которой семья Llopis и их гости весело проводили время.

## Коллекция кукол

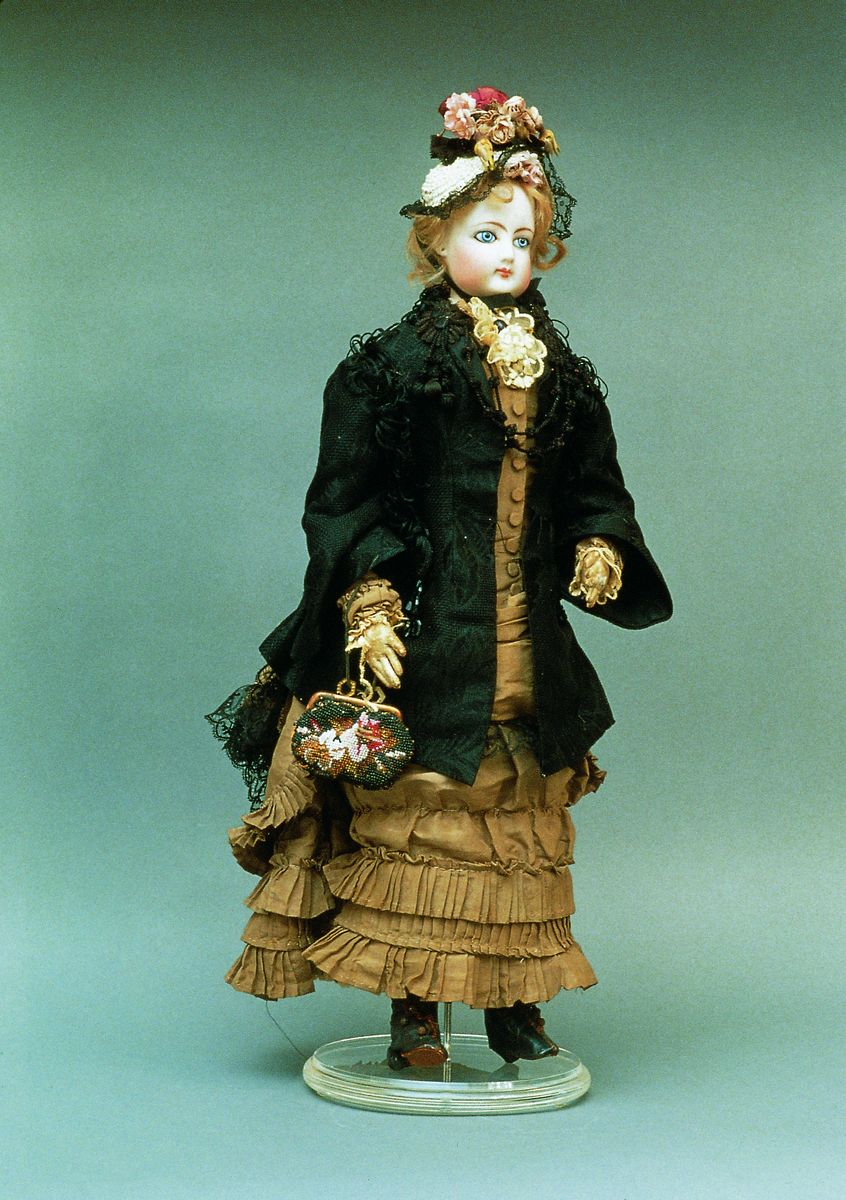
Фарфоровая кукла, одетая в винтаж. Франция, 1877

Многие посетители приходят в Музей романтики только для того, чтобы увидеть коллекцию старинных кукол художницы и писательницы Лолы Ангалада (1892-1984), которая ныне включает не менее 400 фигурок из разных стран, а также миниатюрные предметы обихода.
Самой старинной является кукла XVII века, а большинство экспонатов коллекции кукол относятся к XVIII—XIX веку. Это деревянные куклы, куклы из папье-маше, фарфора, а также механические игрушки с музыкой и движением.